# 9-та бронетанкова дивізія (США)
9-та бронетанкова дивізія (США) (англ. 9th Armored Division (United States) — військове з'єднання бронетанкових військ армії США. Дивізія брала участь у бойових діях Другої світової війни. З'єднання прибуло до Європи 27 серпня 1944 року, з 25 вересня перекинуто до Франції, а з 23 жовтня 1944 року взяло участь у боях на Європейському театрі війни, організаційно входила до 9-ї армії генерала В. Сімпсона, що перебували в складі 12-ї групи армій, потім діяла у складі 1-ї та 3-ї американських армій. Після завершення війни в Європі дивізію повернули до Сполучених Штатів, де 13 жовтня 1945 року її розформували.

## Командування

### Командири
- Генерал-майор Джофрі Кіз (англ. Geoffrey Keyes) (липень — вересень 1942);
- Генерал-майор Джон Леонард (англ. John W. Leonard) (вересень 1942 — 27 серпня 1944);
- Генерал-майор Томас Леонард Гарольд (англ. Thomas Leonard Harrold) (27 серпня 1944 — 3 травня 1945).

### Підпорядкованість
| Час        | Корпус      | Армія       | Група армій (округ) | Штаб                           |
| ---------- | ----------- | ----------- | ------------------- | ------------------------------ |
| 1944       |             |             |                     |                                |
| 29 липня   |             | 9-та армія  |                     | Франція                        |
| 27 серпня  | —           | 9-та армія  | ETOUSA              | Франція                        |
| 28 серпня  | III корпус  | 9-та армія  | 12-та група армій   | Франція                        |
| 5 вересня  | XIII корпус | 9-та армія  | 12-та група армій   | Франція                        |
| 28 вересня | III корпус  | 9-та армія  | 12-та група армій   | Франція                        |
| 15 жовтня  | VIII корпус | 9-та армія  | 12-та група армій   | Бельгія, Люксембург            |
| 22 жовтня  | VIII корпус | 1-ша армія  | 12-та група армій   | Бельгія, Люксембург            |
| 20 грудня  | III корпус  | 3-тя армія  | 12-та група армій   | Бельгія, Люксембург            |
| 21 грудня  | VIII корпус | 3-тя армія  | 12-та група армій   | Бельгія, Люксембург, Німеччина |
| 31 грудня  | —           | резерв      | 12-та група армій   | Бельгія, Люксембург, Німеччина |
| 1945       |             |             |                     |                                |
| 8 січня    | —           | 15-та армія | 12-та група армій   | Бельгія, Німеччина             |
| 22 лютого  | III корпус  | 1-ша армія  | 12-та група армій   | Німеччина                      |
| 21 березня | V корпус    | 1-ша армія  | 12-та група армій   | Німеччина                      |
| 28 квітня  | VII корпус  | 1-ша армія  | 12-та група армій   | Німеччина                      |
| 30 квітня  | VIII корпус | 1-ша армія  | 12-та група армій   | Німеччина                      |
| 4 травня   | V корпус    | 1-ша армія  | 12-та група армій   | Німеччина                      |
| 6 травня   | —           | 3-тя армія  | 12-та група армій   | Німеччина, Чехословаччина      |